# Probenahme

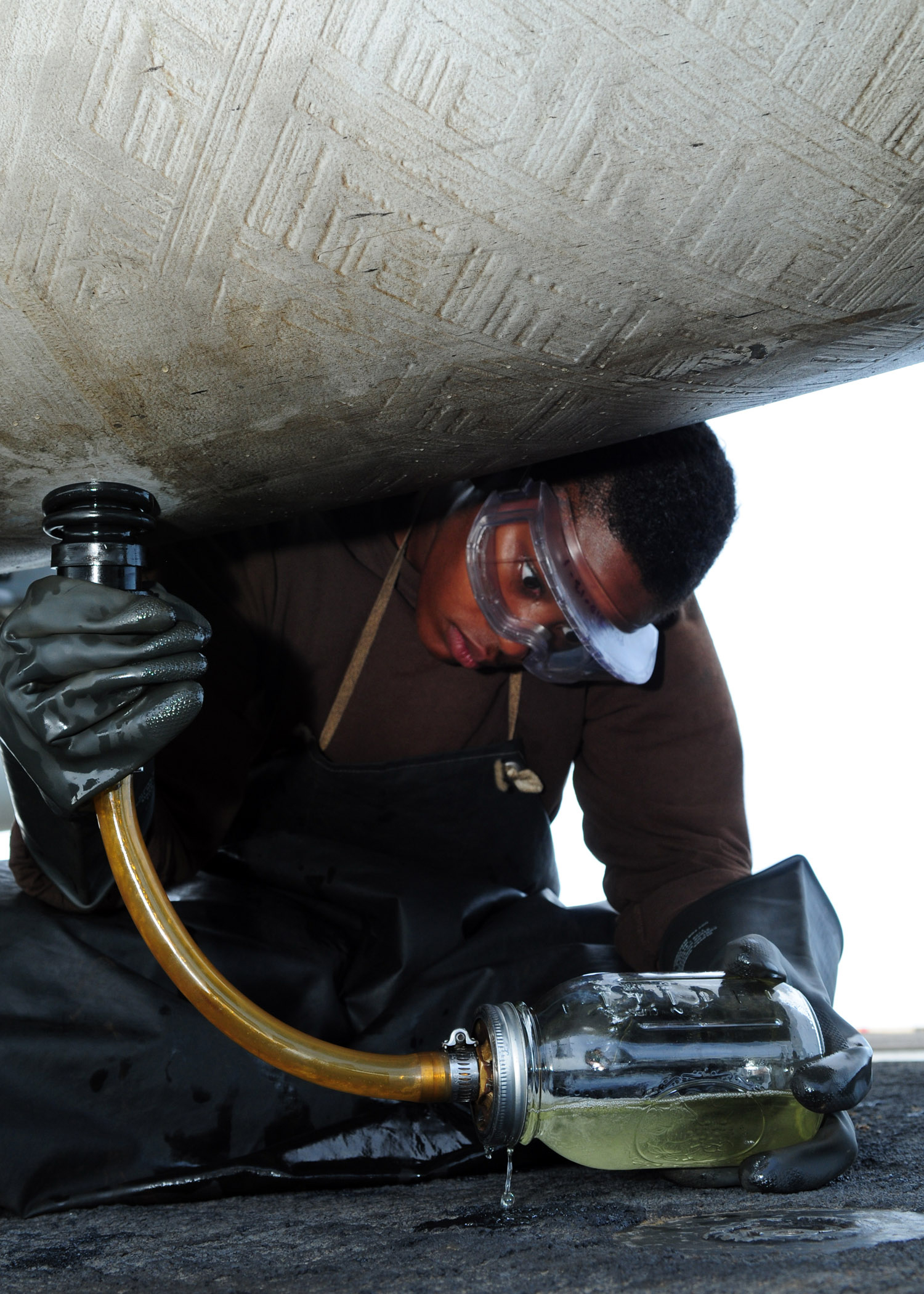
Probenahme von Treibstoff aus einem Kampfflugzeug

Die Probenahme, auch Probennahme, ist die Entnahme einer Stichprobe nach einem festgelegten Verfahren. Sie dient dazu, zuverlässige Aussagen über die Qualität, Beschaffenheit oder Zusammensetzung eines bestimmten Materials zu machen. Der Vorgang der Entnahme bringt eine Probe hervor, diese Proben können allerdings wieder zu Sammel- oder Mischproben zusammengefügt werden oder entsprechend mittels eines Probenteilers geteilt werden. Sinn ist es, eine möglichst reproduzierbar repräsentative Probe zu generieren. Um dies nachzuweisen, gibt es Methoden in der Statistik.
Die Probenahme ist im ursprünglichen Sinne umgangssprachlich das probeweise Entnehmen um etwas auszuprobieren, bzw. Eigenschaften zu bestimmen in weiteren nachgeschalteten Analysen.
Derzeit gilt der Begriff Probenahme (in der Schweiz Musterzug) auch als Oberbegriff für den gesamten Bereich
- Entnehmen von Einzelproben
- Mischen zu Sammelproben oder Teilen zu Teilproben
- Vorbereitung, ggf. Zerkleinerung, Siebung Teilung ... bis hin zu einer Laborprobe, die in einem Labor die Probe ggf. wieder aufbereitet wird, zu einer Analysenprobe.

## Praktische Bedeutung und Durchführung in Technik und Naturwissenschaften
Für analytische Untersuchungen im Labor ist es wichtig, eine möglichst repräsentative Laborprobe zu haben. Das bedeutet, die meist kleine im Labor untersuchte Menge soll Analysen- und Messergebnisse liefern, die für eine bedeutend größere Partie (Inhalt eines Wagons, einer Schiffsladung, Boden eines Grundstücks in der Umweltanalytik etc.) aussagekräftig sind. Oft spielt der Aggregatzustand der zu untersuchenden Partie eine wichtige Rolle.

### Feste Stoffe
Bei Wagon- oder Schiffsladungen werden die Proben beim Beladen oder/und Entladen gezogen. Dabei wird aus jeder Fördereinheit eine Einzelprobe entnommen, die zu einer Mischprobe (= Ausgangsprobe) vermischt wird. Die Mischprobe wird in Zerkleinerungsmaschinen (Kollergang, Backenbrecher, Kugelmühle etc.) pulverisiert und anschließend „verjüngt“, d. h., in Teilproben aufgeteilt. Eine Teilprobe (beispielsweise 15 % der Ausgangsprobe) wird noch feiner gemahlen und wiederum verjüngt. So erhält man eine Probe, die etwa 1 % der Ausgangsprobe ausmacht. Weitere Zerkleinerungsvorgänge und Verjüngungen können folgen, so erhält man schließlich eine Analysenprobe. Die beschriebene Probeteilung (Verjüngung) kann von Hand erfolgen, mit einem Probenstecher oder mit Hilfe von maschinellen Probeteilern. Große Probemengen oder große Materialströme werden z. B. mit einem Drehrohrteiler geteilt. Im Labor sind sogenannte Laborprobenteiler gebräuchlich.

### Flüssige Stoffe

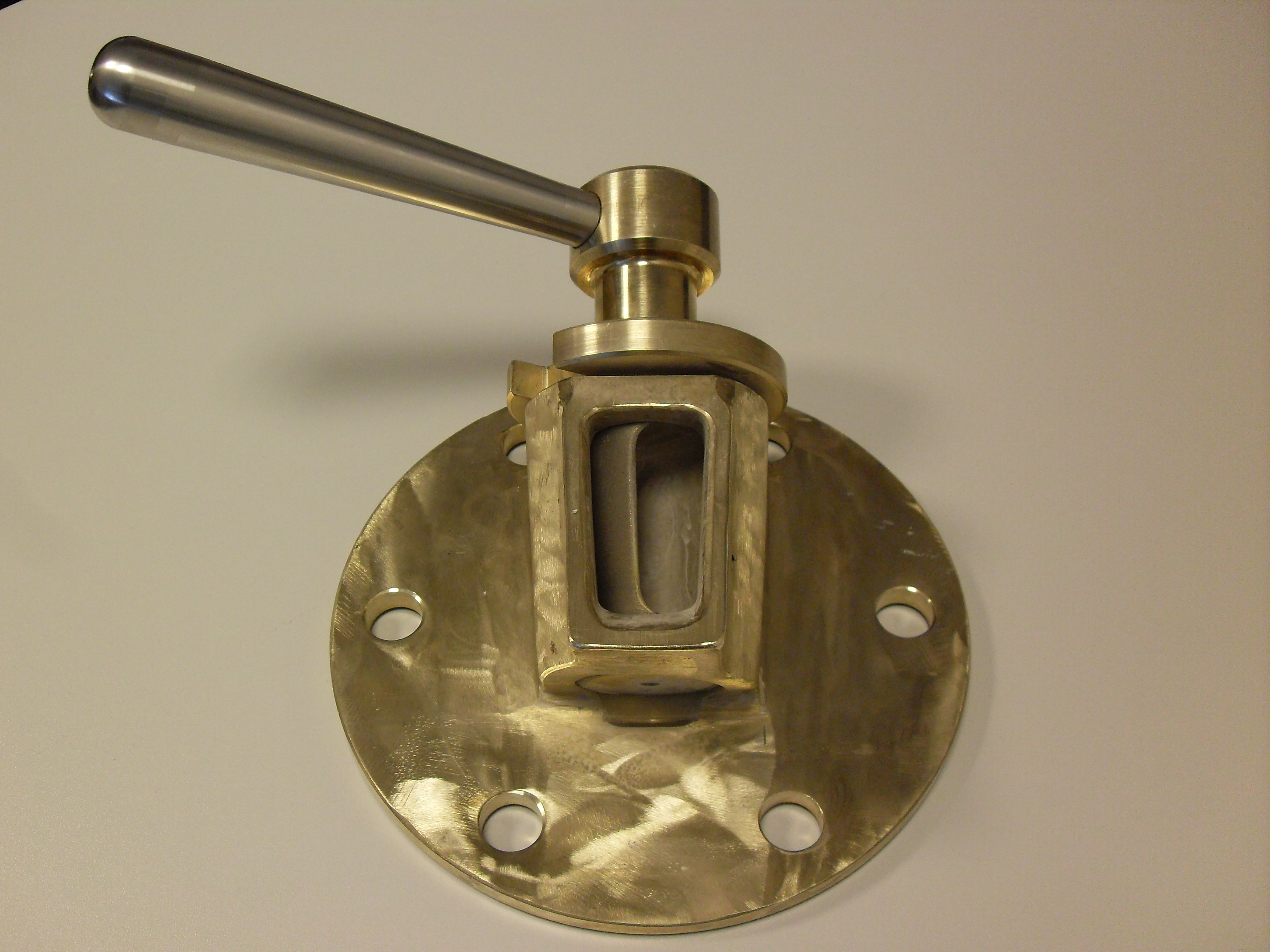
Probehahn zur Entnahme von Proben aus Kristallsuspensionen in Kochapparaten in der Zuckerindustrie

Bei homogenen Flüssigkeiten ist die Probenahme einfach, man entnimmt einige Teilmengen und vereinigt diese in einer Flasche zu einer Mischprobe, die anschließend im Labor untersucht wird. Die Probenahme bei Suspensionen ist schwieriger. Zur Gewinnung repräsentativer Proben für die  Abwasseranalytik in Industriebetrieben werden manchmal verplombte automatisch arbeitende Probenziehanlagen eingesetzt.

### Gasförmige Proben
Die Probenahme von Gasen erfolgt meist durch Ansaugen des Gases unter Anwendung eines Aspirators. Gasproben werden in Gassammelrohren (Gasmäuse, Gaswürste) aufbewahrt, die an beiden Enden mit einem Schliffhahn verschlossen sind. Aufgrund der Inertheit des Materials Tedlar werden auch daraus hergestellte Beutel zum Sammeln von Gasproben zur anschließenden Analyse eingesetzt.
Bei der Emissionsmessung in einem geführten staubbeladenen Abgas wird häufig mittels isokinetischer Probenahme ein Teilstrom entnommen und dem Messgerät zugeführt. Bei Immissionsmessungen ist der Probenahmeort von entscheidender Bedeutung und richtet sich nach der Messaufgabe. Je nach Messaufgabe und Messverfahren kann sich die Dauer der Probenahme zwischen wenigen Minuten und mehreren Wochen bewegen. Die Messverfahren zur Immissionsmessung können anreichernd oder nicht anreichernd sein, wobei für Messungen in der Außenluft üblicherweise anreichernde Verfahren eingesetzt werden.

## Probennahme in der Biotechnologie
In der Biotechnologie werden Bioreaktoren und Fermenter zur Produktion verschiedenster Produkte aus Mikroorganismen eingesetzt. Installierte Sensoren erfassen dabei nur einen Teil der interessanten Prozesswerte, so dass Proben für externe Analysen entnommen werden müssen. Dabei müssen Kontaminationen der Kultursuspension unbedingt verhindert werden, um das Wachstum und die Produktqualität nicht negativ zu beeinflussen. Gleichzeitig müssen mögliche Einbauten zur Probenahme totraumfrei und steril ausgestaltet sein, um die Bildung von Biofilmen zu verhindern.

### Manuelle Probennahme aus Bioreaktoren und Fermentern
Die manuelle Probenahme gehört zu den regelmäßigen Tätigkeiten bei der Produktion in der Biotechnologie. Es gibt dabei verschiedene Möglichkeiten, die je nach Reaktortyp und -größe ausgewählt werden:
- Durchstechmembran: Mit einer spritzenähnlichen Kanüle wird an der Seite oder im Deckel eines Reaktorgefäßes eine Membran zum Medium durchstochen und die gewünschte Menge in einer Spritze aufgezogen. Die Außenseite der Membran wird vor der Probennahme mit einer Chemikalie, z. B. Alkohol, oder durch Abflammen mit einem Gasbrenner desinfiziert.
- Probennahmeröhrchen: Im Deckel eines Reaktorgefäßes ist ein Röhrchen eingebaut, das bis zum Kulturmedium in das Gefäß hineinragt. Des Röhrchen ist mit einem sterilen Sperrmedium gefüllt, bis es von außen entlassen wird und Probenmedium von innen nachströmt und aufgefangen wird. Nach dem Ende des Vorgangs wird das restliche Material wieder mit dem sterilen Sperrmedium zurückgedrückt.
- Probennahmeventil: Unterhalb des Flüssigkeitsspiegels wird in einem Behälterstutzen ein Ventil installiert, das über Anschlüsse für Dampf verfügt. Vor einer Probenahme werden der Ventilkörper und alle medienberührenden Bestandteile mit sterilem Dampf sterilisiert. Die Probe kann dann in ein unter das Ventil gehaltenes Gefäß gefüllt werden.

Während Probennahmeventile von kleinen Laborreaktoren bis hin zu industriellen Fermentern angewendet werden, sind die anderen beiden Methoden meist auf den Labormaßstab begrenzt.

### Automatische Probennahme aus Bioreaktoren und Fermentern
Mit der automatischen Probennahme wird ein höherer Automatisierungsgrad erreicht, der in der Biotechnologie aus Gründen von Prozesskontrolle, Sicherheit und Planbarkeit gewünscht ist. Es wurden verschiedene Verfahren entwickelt, die die Bildung von sogenannten Atline-Messungen, d. h. im Unterschied zu online direkt im Medium messenden Sensoren automatisch durchgeführten externen Messungen mit direkter Rückkopplung zur Automatisierung, ermöglichen. Für die erfolgreiche Probennahme mit anschließender Analyse müssen teilweise komplexe Geräte installiert werden, um die Sterilität in dem Kulturgefäß sicherzustellen und gleichzeitig vollwertige Messergebnisse zu liefern.
- Automatisches Probenahmeventil: In der Variation der manuellen Lösung sind hier die Ventile für den Dampf, das Öffnen des Probenventils, sowie das Abfüllen in ein Gefäß mit automatischem Antrieb ausgerüstet. Fest verrohrt und automatisiert findet kein Kontakt zur Umgebung statt und eine Kontamination kann ausgeschlossen werden.
- Sonden mit integriertem Ventil: Im Kulturmedium selbst wird ein Ventil geöffnet, das während der Sterilisation des Gesamtsystems mitsterilisiert wurde und anschließend mit steriler Druckluft beaufschlagt wird. Durch Schließen und Öffnen der Druckluftversorgung kann eine genaue Probemenge entnommen und in ein bereit gestelltes Gefäß dosiert werden.
- Filtersonden: Im Kulturmedium ist eine Sonde mit Filterkeramik installiert. Durch die Keramik wird Kulturmedium in einen Schlauch gezogen, wobei die kultivierten Mikroorganismen an der Keramikoberfläche zurückbleiben. Das Medium kann im Anschluss auf seine Bestandteile untersucht werden.

Grundsätzlich können die automatischen Methoden auch in vielen anderen Anwendungsfeldern zur Probennahme von Flüssigkeiten eingesetzt werden, etwa in der Chemieindustrie oder der Erdölverarbeitung. In der Biotechnologie rechtfertigt dabei die Forderung nach Sterilität die Installation komplexer Probennahmesysteme.

### Probennahme zur Qualitätskontrolle in der Pharmaindustrie
Für die Probenahme von Packmitteln, Arzneistoffen und Fertigarzneimitteln in der pharmazeutischen Industrie gibt es detaillierte Probenziehanweisungen und -pläne, deren Anwendung von den zuständigen staatlichen Behörden überwacht wird.

## Probenahme von Abfällen
Die Probenahme von Abfällen dient der Entnahme von Proben zur abfallrechtlichen Deklaration (Deklarationsanalyse) des zu entsorgenden Materials. Nach der Probenahme erfolgt die chemische Untersuchung und Einstufung von Abfällen. Die Probenahme wird in einem Probenahmeprotokoll dokumentiert.
Eine sachgemäße Probenahme stellt sicher, dass die chemische und physische Zusammensetzung der Probe der Gesamtfraktion des zu entsorgenden Abfalls entspricht. Fehler bei der Probenahme führen zur falschen Einstufungen der Abfälle, wodurch die Abfälle folglich ordnungswidrig entsorgt werden. Dies kann schwerwiegende Konsequenzen für die Mensch und Umwelt haben.
Die Probenahme von festen Abfällen erfolgt in Deutschland nach der LAGA PN 98, während für flüssige Abfälle unter anderem die DIN EN 14899 und weitere technische Normen Anwendung finden.

## Geschichte
Probenahmen existierten bereits im Mittelalter als sogenannter „Stich“. Eine Kleinmenge wurde aus einer größeren Menge entnommen (siehe Stichprobe).